# Payolle-Campan
Pour les articles homonymes, voir Payolle (homonymie).
La station de   Payolle-Campan  est une station de sports d'hiver des Pyrénées située dans le département des Hautes-Pyrénées en région Occitanie, dans la vallée de Payolle, en Haute-Bigorre.
La  station de ski de Campan-Payolle est une station familiale sur un site labellisé France ski de fond. Il y a des boutiques et des restaurants. La journée nationale de la raquette en janvier est organisée à proximité du lac.

## Géographie
La station de  Payolle-Campan  est situé au bord du lac de Payolle sur le plateau de Payolle au pied de la Hourquette d'Ancizan, du Col d'Aspin et du col de Beyrède.

## Pistes
5  pistes de ski de fond:
- 1 piste verte
- 1 piste bleue
- 1 piste rouge
- 1 piste noire
- 1 piste rouge/noire

5 pistes de ski de fond sont présentes sur plus de 50 km.
| Couleur de la piste | Nom de la piste | Distance |
| Verte               | La marmotte     | 5 km     |
| Bleue               | L’ours          | 10 km    |
| Rouge               | Le lièvre       | 15 km    |
| Noire               | La lagopède     | 6 km     |
| Rouge -Noire        | L’isard         | 20 km    |